# Macellicephaloides grandicirra
Macellicephaloides grandicirra är en ringmaskart som beskrevs av Uschakov 1955. Macellicephaloides grandicirra ingår i släktet Macellicephaloides och familjen Polynoidae. Inga underarter finns listade i Catalogue of Life.